# Ernst Kitzinger
Pour les articles homonymes, voir Kitzinger.
Ernst Kitzinger (né à Munich le 27 décembre 1912 et mort à Poughkeepsie le 22 janvier 2003) est un historien de l'art, spécialiste de l’art antique tardif, médiéval et byzantin.

## Biographie
Ernst Kitzinger naît dans une famille juive de Munich. Son père Wilhelm Nathan Kitzinger, était un avocat influent, et son cousin Richard Krautheimer devient comme lui un des grands historiens de l'art antique et d'architecture byzantine. Il entre à l'Université de Munich en 1931, où il étudie l'histoire de l'art. L'arrivée au pouvoir du régime Nazi en 1933 entraîne la possibilité que les étudiants juifs soient interdits de diplôme : Kitzinger se hâte alors de terminer sa thèse, une étude brève mais importante de la peinture romaine des VIIe siècle et VIIIe siècle en un temps record, et la soutient à l'automne 1934. Il quitte l'Allemagne la même année.
Kitzinger se rend d'abord à Rome avant de s'établir en Angleterre, où il est employé au British Museum. Il s'intéresse à l'art anglo-saxon et publie plusieurs études importantes sur le sujet. Il est appelé à évaluer le trésor de Sutton Hoo lors de sa découverte en 1939. En 1937, il voyage en Égypte et à Istanbul, élargissant ainsi sa compréhension de l'art antique tardif et du Haut Moyen Âge comme phénomène « international ». C'est cette perspective qui le conduit à publier son premier ouvrage, Early Medieval Art at the British Museum (1940). Plus qu'un guide, il s'agit en fait d'une tentative de décrire la transformation du style classique en style médiéval, un sujet sur lequel Kitzinger revient en de nombreuses occasions tout au long de sa carrière.
Ironiquement, Kitzinger qui avait dû quitter l'Allemagne parce qu'il était juif, doit en 1940 quitter l'Angleterre parce qu'il est allemand. Il est alors emprisonné en Australie pendant neuf mois qu'il passe à apprendre le russe avec un autre prisonnier.
En 1941, le Warburg Institute parvient à arranger sa libération, et il se rend à Washington D.C. où il devient fellow à Dumbarton Oaks. Là, Kitzinger prend en charge l'étude des monuments byzantins des Balkans, avec pour résultat la publication d'un article important sur les monuments de Stobi. Plusieurs années plus tard, il commence à travailler sur un corpus des mosaïques du royaume normand de Sicile. Ce projet l'occupe jusqu'à la fin de sa vie et produit six volumes, I mosaici del periodo normanno in Sicilia (1992).
Kitzinger progresse rapidement dans la hiérarchie de Dumbarton Oaks, devenant Assistant Professor en 1946, Associate Professor en 1951, Directeur d'Études en 1955, et Professeur d'Art et d'Archéologie byzantins en 1956. À ce titre, il transforme Dumbarton Oaks en une institution académique de renommée internationale, assurant la publication annuelle de la revue d'études byzantines de l'institut (les Dumbarton Oaks Papers), créant des archives photographiques et servant de mentor aux chercheurs plus jeunes.
Dumbarton Oaks fut toujours associé à l'université d'Harvard, et Kitzinger avait déjà enseigné occasionnellement sur le campus de Cambridge. En 1967, il s'installa définitivement  à Harvard, en acceptant le poste de Professeur d'université Arthur Kingsley Porter, qu'il occupa jusqu'à sa retraite en 1979. À Harvard, Kitzinger dirigea 18 thèses, et nombre de ses étudiants (dont Christine Kondoleon, Irving Lavin, Henry Maguire, Lawrence Nees et William Tronzo) devinrent à leur tour des historiens de l'art importants.
Les contributions théoriques majeures de la dernière partie de la carrière de Kitzinger sont contenues dans son ouvrage Byzantine Art in the Making (1977), constituées d'une série de conférences à l'université de Cambridge, et dans un volume d'essais, The art of Byzantium and the medieval West (1976). Dans ces deux ouvrages, Kitzinger poursuit sa longue étude de l'analyse du changement stylistique dans l'Antiquité tardive et l'art du Haut Moyen Âge. Il y affirme sa conviction que l'analyse stylistique peut avoir la même autorité que l'iconographie ou l'histoire des textes. À cette fin, il développe une théorie des « modes », selon laquelle certains styles sont appropriés à la représentation de certains sujets. Dans le premier de ces deux livres, il essaie de surcroît de retracer la dialectique stylistique de la période en question :

« À certaines époques et dans certains lieux, des tentatives audacieuses ont été faites en direction de nouvelles formes non-classiques, mais seulement pour être suivies par des réactions, des mouvements rétrospectifs et des renaissances. Dans certains contextes, de tels développements — dans l'une ou l'autre direction — ont eu lieu lentement, avec hésitation, et à pas si mesurés qu'ils en étaient presque imperceptibles. De plus, il y eut des tentatives extraordinaires de synthèse, de réconciliation des idéaux esthétiques opposés. De cette dialectique complexe, la forme médiévale a émergé. »

L'analyse stylistique étant passée de mode dans les années 1980 et 1990, la postérité des  théories de Kitzinger reste incertaine. Byzantine art in the making a été décrit comme le dernier souffle de l'histoire de l'art formaliste viennoise sur le modèle des travaux d'Alois Riegl et de Josef Strzygowski. Néanmoins, on a aussi pu dire que « lorsque le balancier de la mode sera de retour, les œuvres de Kitzinger seront sans nul doute au centre d'une reconsidération du style. ».
Kitzinger mourut à Poughkeepsie, dans l'État de New York, à l'âge de 90 ans.